# كلنكوة طاشيروية
كلنكوة طاشيروية (الاسم العلمي:Kalanchoe tashiroi) هي نوع من النباتات تتبع جنس الكلنكوة من الفصيلة الكرسولية.